# The Amazing Race (sedicesima edizione)

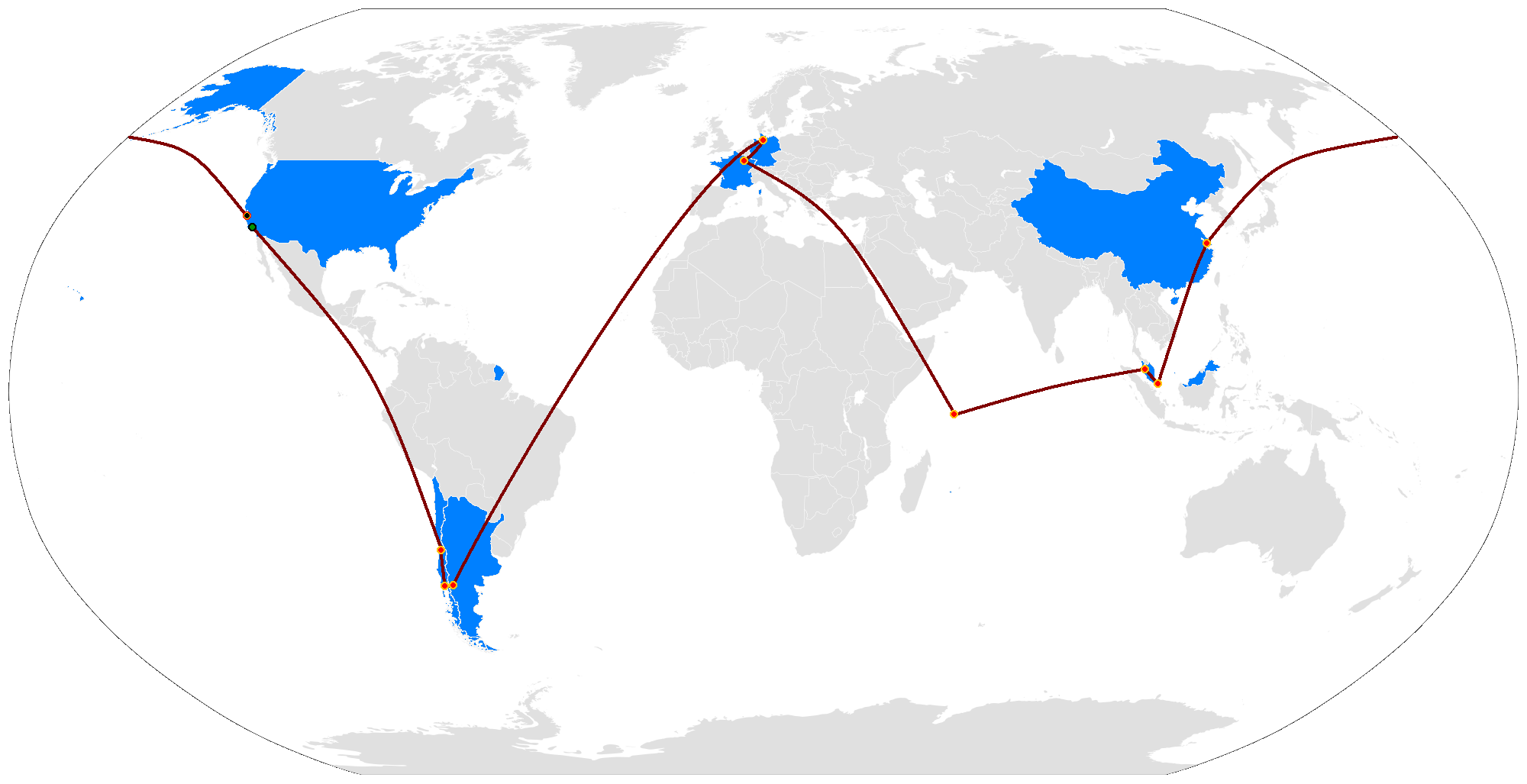
Il percorso di The Amazing Race 16

The Amazing Race 16  è la sedicesima edizione di The Amazing Race. È stata registrata dal 28 novembre al 20 dicembre 2009 e trasmessa su CBS dal 14 febbraio al 9 maggio 2010. Nel corso della gara, sono stati visitati cinque continenti e nove paesi diversi, per un totale di più di 64.000 km percorsi. Per la prima volta nella storia della gara, vengono visitate le Seychelles e, dopo quattro stagioni di pausa, torna ad essere usata l'Intersection.

## Episodi
I titoli degli episodi sono frasi pronunciate (generalmente, ma non sempre) dai concorrenti nel corso dell'episodio stesso.
| nº | Titolo                                        | Prima TV         | Frase di |
| -- | --------------------------------------------- | ---------------- | -------- |
| 1  | Nanna is Kickin' Your Butt                    | 14 febbraio 2010 | Louie    |
| 2  | When the Cow Kicked Me in the Head            | 21 febbraio 2010 | Jody     |
| 3  | Run Like Scalded Dogs!                        | 28 febbraio 2010 | Jet      |
| 4  | We Are No Longer in the Bible Belt            | 7 marzo 2010     | Jet      |
| 5  | I Think We're Fighting the Germans, Right?    | 14 marzo 2010    | Michael  |
| 6  | Cathy Drone?                                  | 21 marzo 2010    | Dan      |
| 7  | Anonymous?                                    | 28 marzo 2010    | Brent    |
| 8  | You're Like Jason Bourne, Right?              | 4 aprile 2010    | Michael  |
| 9  | Dumb Did Us In                                | 11 aprile 2010   | Brandy   |
| 10 | I Feel Like I'm in, Like, Sicily              | 25 aprile 2010   | Brent    |
| 11 | They Don't Even Understand Their Own Language | 2 maggio 2010    | Brent    |
| 12 | Huger than Huge                               | 9 maggio 2010    | Dan      |

## Ordine di arrivo ed eliminazioni
La tabella indica l'ordine di eliminazione dalla gara delle squadre. Vengono elencate le squadre, il tipo di rapporto che lega i componenti di ogni squadra (secondo la definizione ufficiale usata all'interno del programma), la posizione di arrivo di ogni tappa e il numero di Roadblock completati da ogni concorrente. Un numero in rosso indica l'eliminazione della squadra in quella tappa, un numero blu l'arrivo all'ultimo posto in una tappa a non eliminazione, un numero verde l'uso di un Fast Forward da parte della squadra. Se il numero della tappa è verde, il Fast Forward non è stato usato da nessuna squadra. Coppie di simboli uguali ('+, ^, ~, =) posti accanto ai numeri indicano le squadre che hanno lavorato insieme durante lIntersection. Il simbolo » indica una squadra che ha usato lo U-Turn contro un'altra, mentre « indica la squadra che l'ha subito.
| Squadra          | Rapporto            | Piazzamento (per tappa) | Piazzamento (per tappa) | Piazzamento (per tappa) | Piazzamento (per tappa) | Piazzamento (per tappa) | Piazzamento (per tappa) | Piazzamento (per tappa) | Piazzamento (per tappa) | Piazzamento (per tappa) | Piazzamento (per tappa) | Piazzamento (per tappa) | Piazzamento (per tappa) | Roadblock completati |
| Squadra          | Rapporto            | 1                       | 2                       | 3                       | 4                       | 5                       | 6                       | 7                       | 8                       | 9                       | 10                      | 11                      | 12                      | Roadblock completati |
| ---------------- | ------------------- | ----------------------- | ----------------------- | ----------------------- | ----------------------- | ----------------------- | ----------------------- | ----------------------- | ----------------------- | ----------------------- | ----------------------- | ----------------------- | ----------------------- | -------------------- |
| Dan e Jordan     | Fratelli            | 8                       | 8                       | 6                       | 6=                      | 4                       | 5                       | 2                       | 5                       | 1ƒ                      | 3                       | 3                       | 1                       | Dan 6, Jordan 5      |
| Jet e Cord       | Fratelli / Cowboy   | 3                       | 1                       | 1                       | 4+                      | 3                       | 4                       | 6                       | 1                       | 3                       | 1                       | 2                       | 2                       | Jet 6, Cord 6        |
| Brent e Caite    | Fidanzati / Modelli | 7                       | 4                       | 7                       | 7~                      | 6                       | 6                       | 3                       | 4                       | 2»                      | 2                       | 1                       | 3                       | Brent 7, Caite 5     |
| Louie e Michael  | Detective           | 9                       | 9                       | 8                       | 1+                      | 1»                      | 1                       | 4                       | 3                       | 4                       | 4                       | 4                       |                         | Louie 6, Michael 5   |
| Carol e Brandy   | Fidanzate           | 6                       | 3                       | 3                       | 5=                      | 5                       | 2                       | 5                       | 2                       | 5«                      |                         |                         |                         | Carol 3, Brandy 4    |
| Steve e Allie    | Padre e figlia      | 4                       | 7                       | 2                       | 2^                      | 2                       | 3                       | 1                       | 6                       |                         |                         |                         |                         | Steve 4, Allie 2     |
| Jordan e Jeff    | Fidanzati da poco   | 1                       | 6                       | 5                       | 8~                      | 7                       | 7                       |                         |                         |                         |                         |                         |                         | Jordan 2, Jeff 3     |
| Joe e Heidi      | Sposati             | 5                       | 2                       | 4                       | 3^                      | 8«                      |                         |                         |                         |                         |                         |                         |                         | Joe 2, Heidi 2       |
| Monique e Shawne | Mamme / Avvocati    | 2                       | 5                       | 9                       |                         |                         |                         |                         |                         |                         |                         |                         |                         | Monique 1, Shawne 1  |
| Jody e Shannon   | Nonna e nipote      | 10                      | 10                      |                         |                         |                         |                         |                         |                         |                         |                         |                         |                         | Jody 1, Shannon 1    |
| Adrian e Dana    | Sposati             | 11                      |                         |                         |                         |                         |                         |                         |                         |                         |                         |                         |                         | Adrian 1, Dana 0     |

## Riassunto della gara

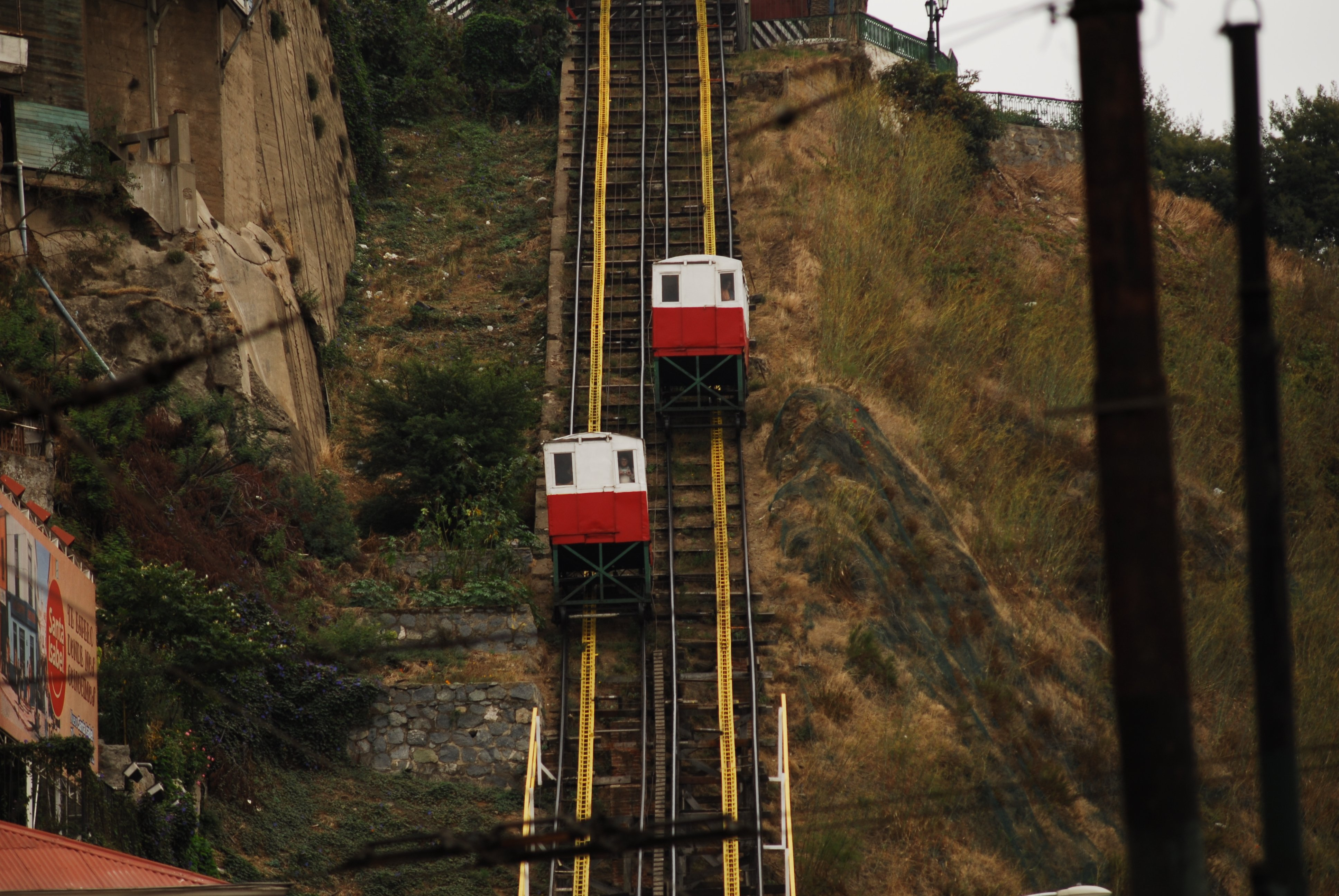
A Valparaíso, le squadre hanno dovuto usare delle funicolari, tra cui l'Ascensor Artilleria.

### 1ª tappa (Stati Uniti → Cile)
- Los Angeles, California, Stati Uniti  (Parco naturale di Vista Hermosa) (linea di partenza)
- da Los Angeles (Aeroporto Internazionale di Los Angeles) a Santiago del Cile, Cile  (Aeroporto Internazionale Comodoro Arturo Merino Benítez)
- da Santiago del Cile (Terminal San Borja) a Valparaíso (Stazione degli autobus)
- Valparaíso (Ascensor Villaseca)
- Valparaíso (Ascensor Artilleria)
- Valparaíso (Paseo Templeman)
- Valparaíso (Palacio Baburizza)

Nel primo Roadblock di questa edizione, un membro di ogni squadra ha dovuto camminare su un cavo lungo circa 110 metri, a 37 metri d'altezza.
Prova aggiuntiva: al Paseo Templeman, le squadre si sono fornite dell'attrezzatura necessaria per pitturare (4 latte di vernice, pennelli e una scala) e trovare e finire di dipingere una casa dello stesso colore da loro scelto.

### 2ª tappa (Cile)

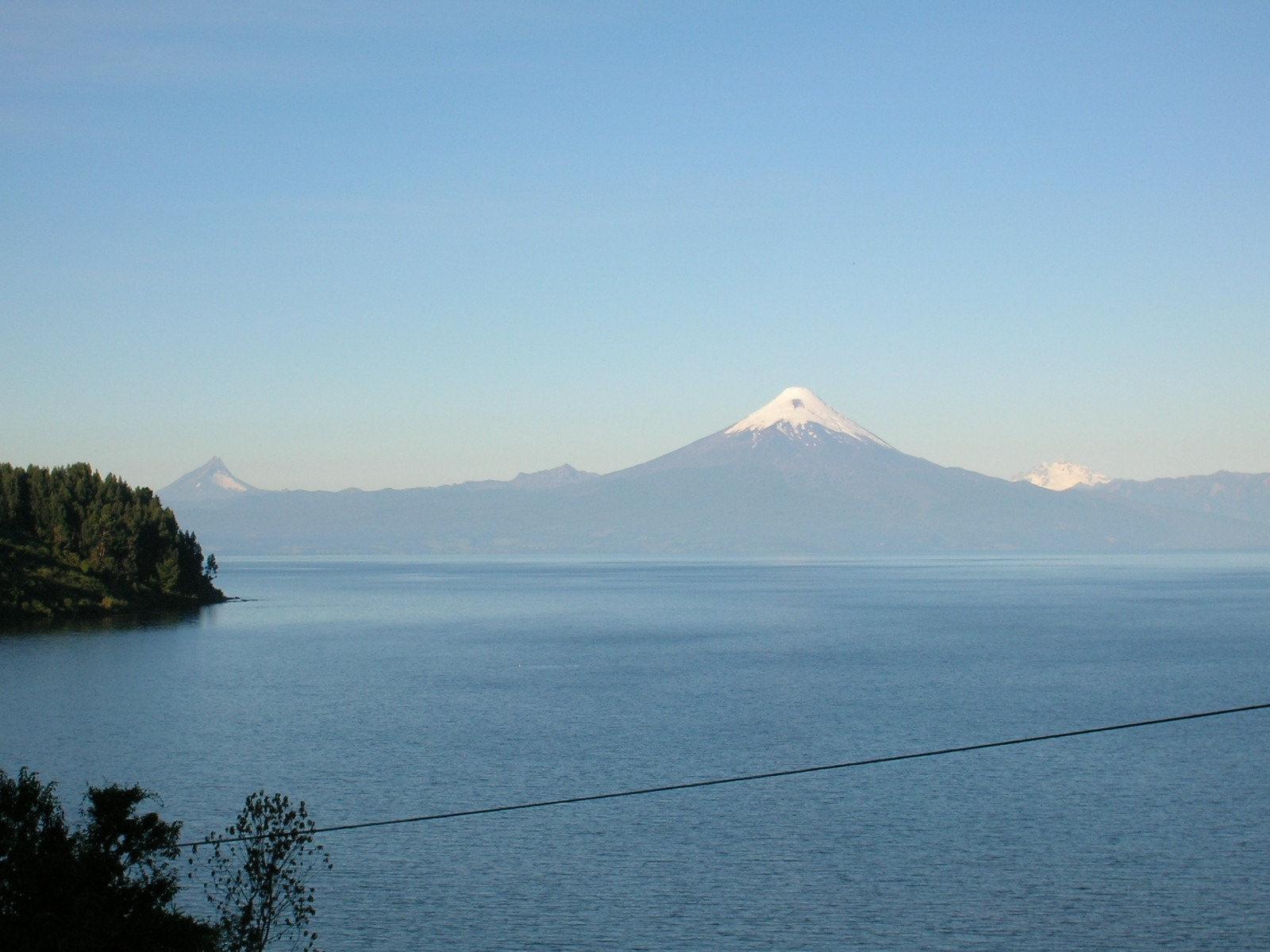
In questa tappa, le squadre hanno attraversato la regione cilena di Los Lagos, nota per i suoi laghi e il vulcano Osorno.

- da Valparaíso a Puerto Varas, Regione di Los Lagos, via Santiago del Cile
- Parco nazionale Vicente Pérez Rosales (Mirador, Isla Margarita, Lago Todos los Santos)
- Puerto Varas (Onces y Cabañas Bellavista)
- Puerto Varas (Gruta de la Virgen, Chiesa del Sacro Cuore di Gesù di Puerto Varas)

Nel primo Detour della stagione, la scelta è stata tra Llama Adoration ("Adorazione del lama": preparare un lama per un festival tipico, facendogli indossare una coperta e una sciarpa) e Condor Costernation ("Stupore del condor": indossare un costume da condor e gettarsi in un lago per raggiungere l'indizio). Il Roadblock è consistito nel cercare e raccogliere gli ingredienti per un dolce tipico della comunità tedesca cilena, il kuchen, sparsi per una fattoria: un piatto di burro, una tazza di zucchero, un sacco di farina, una "dozzina del panettiere" di uova (13 e non 12) e una tazza di latte munta al momento. Una volta raccolti tutti gli ingredienti, i concorrenti hanno ricevuto l'indizio e una fetta di kuchen.

### 3ª tappa (Cile → Argentina)

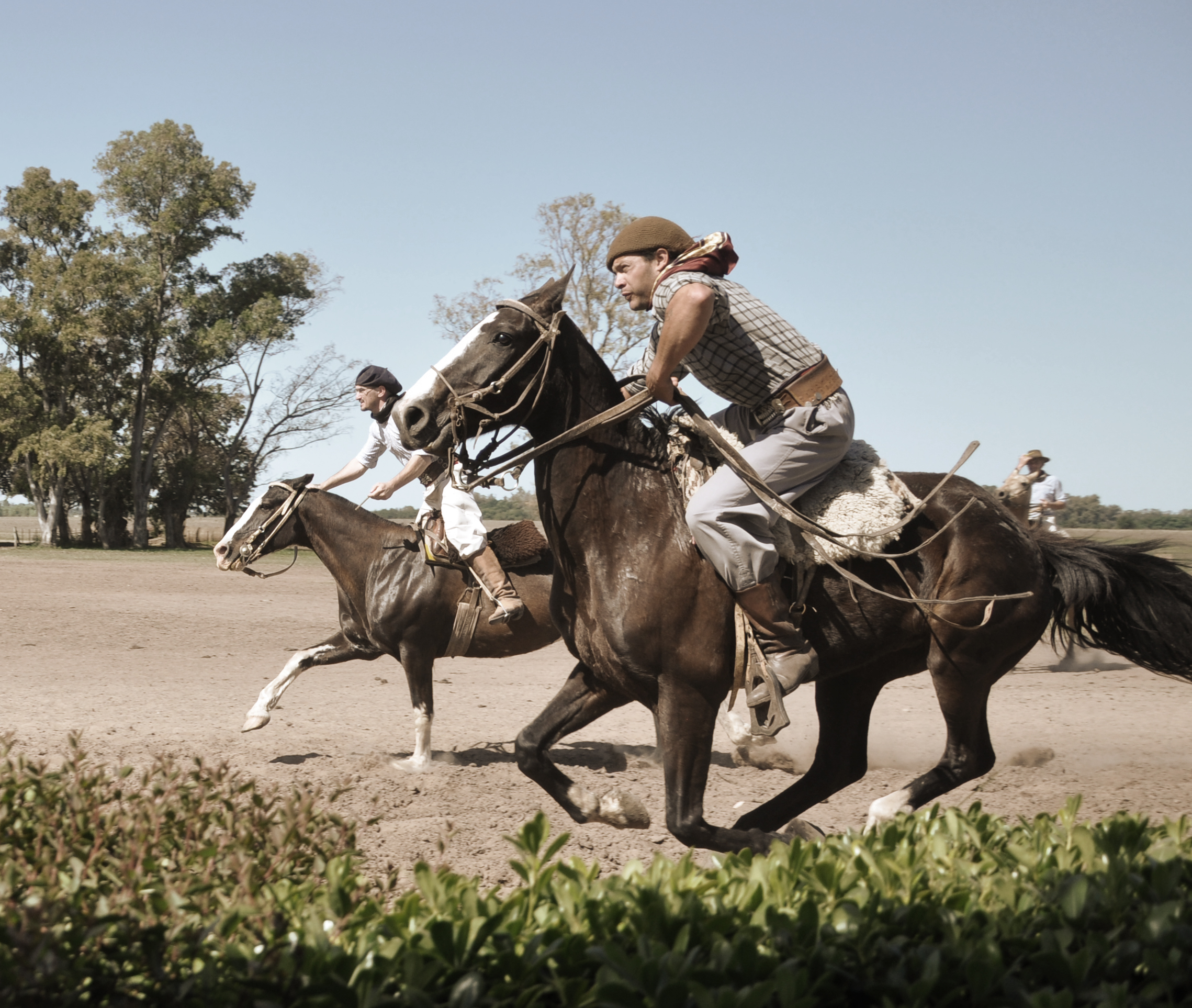
Nella terza tappa, si sono avute prove collegate ai gauchos.

- da Puerto Varas (Autolinee Del Salvador / Autolinee Cruz del Sur) a San Carlos de Bariloche, Provincia di Río Negro, Argentina
- San Carlos de Bariloche (El Boliche Viejo)
- San Carlos de Bariloche (Peña Gaucha)
- Ñirihuau (Puente Ñirihuau)
- Provincia di Neuquén (Estancia Fortin Chacabuco)

Nel Roadblock i concorrenti hanno dovuto prendere al lazo un bersaglio posto a 5,5 metri di distanza e tirarlo a sé per prendere l'indizio successivo. Nel Detour la scelta è sta fra Horse Sense ("Senso di cavallo": trovare dei sacchi di refurtiva posti sottoterra, servendosi di un set di coordinate e distanze da percorrere a piedi) e Horse Power ("Forza di cavallo": recarsi in un campo di polo e, in sella a cavalli di legno da esercitazione, segnare un goal in un massimo di nove tiri).
Prove aggiuntive: al Boliche Viejo, le squadre hanno dovuto giocare e vincere una partita di 5 card stud con lo gnomo della Travelocity, per ricevere lo gnomo stesso, alla cui base è inciso l'indizio successivo.

### 4ª tappa (Argentina → Germania)

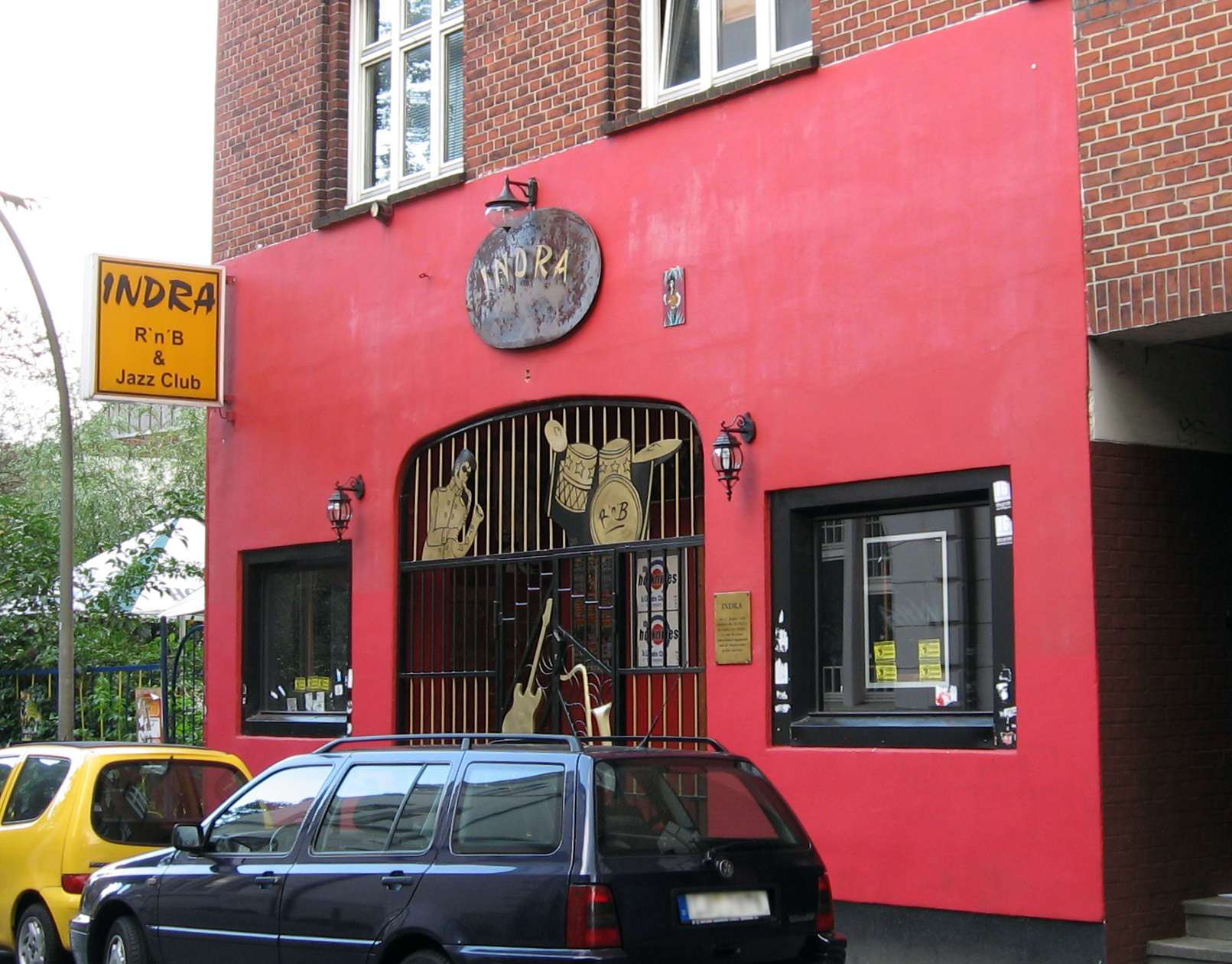
L'Indra Musikclub, luogo della prima esibizione dei Beatles in Germania e quarto Pit Stop della stagione.

- da San Carlos de Bariloche (Aeroporto Internazionale Teniente Luis Candelaria) a Francoforte sul Meno, Germania  (Aeroporto di Francoforte sul Meno)
- da Francoforte sul Meno (Stazione di Frankfurt am Main Flughafen Fernbahnhof) a Amburgo (Stazione centrale di Amburgo)
- Amburgo (Jungfernstieg)
- Amburgo (Statua di Guglielmo I di Germania alla Altonaer Rathaus
- Amburgo (Haifischbar)
- Amburgo (Beatles-Platz)
- Amburgo (Indra Musikclub)

Durante l'Intersection, due concorrenti, uno per squadra, hanno dovuto completare un Roadblock insieme, consistito in un salto con l'elastico da 46 metri di altezza al porto di Amburgo. Nel Detour, la scelta è stata fra Soccer ("Calcio": in un campo di calcio, tirare in porta dal dischetto del calcio di rigore e centrare cinque bersagli) e Sauerkraut ("Crauti": mangiare un intero piatto di crauti prima che un'orchestra finisca di suonare il brano Sauerkraut Polka).
Prove aggiuntive: all'Haifischbar, ogni squadra ha dovuto bere uno "stivale di birra" da un bicchiere a forma, appunto, di stivale, della capacità in genere di 1 o 2 litri. In seguito, a partire da Beatles-Platz, le squadre hanno dovuto attraversare il Reeperbahn, il quartiere a luci rosse di Amburgo per arrivare al Pit Stop.

### 5ª tappa (Germania → Francia)

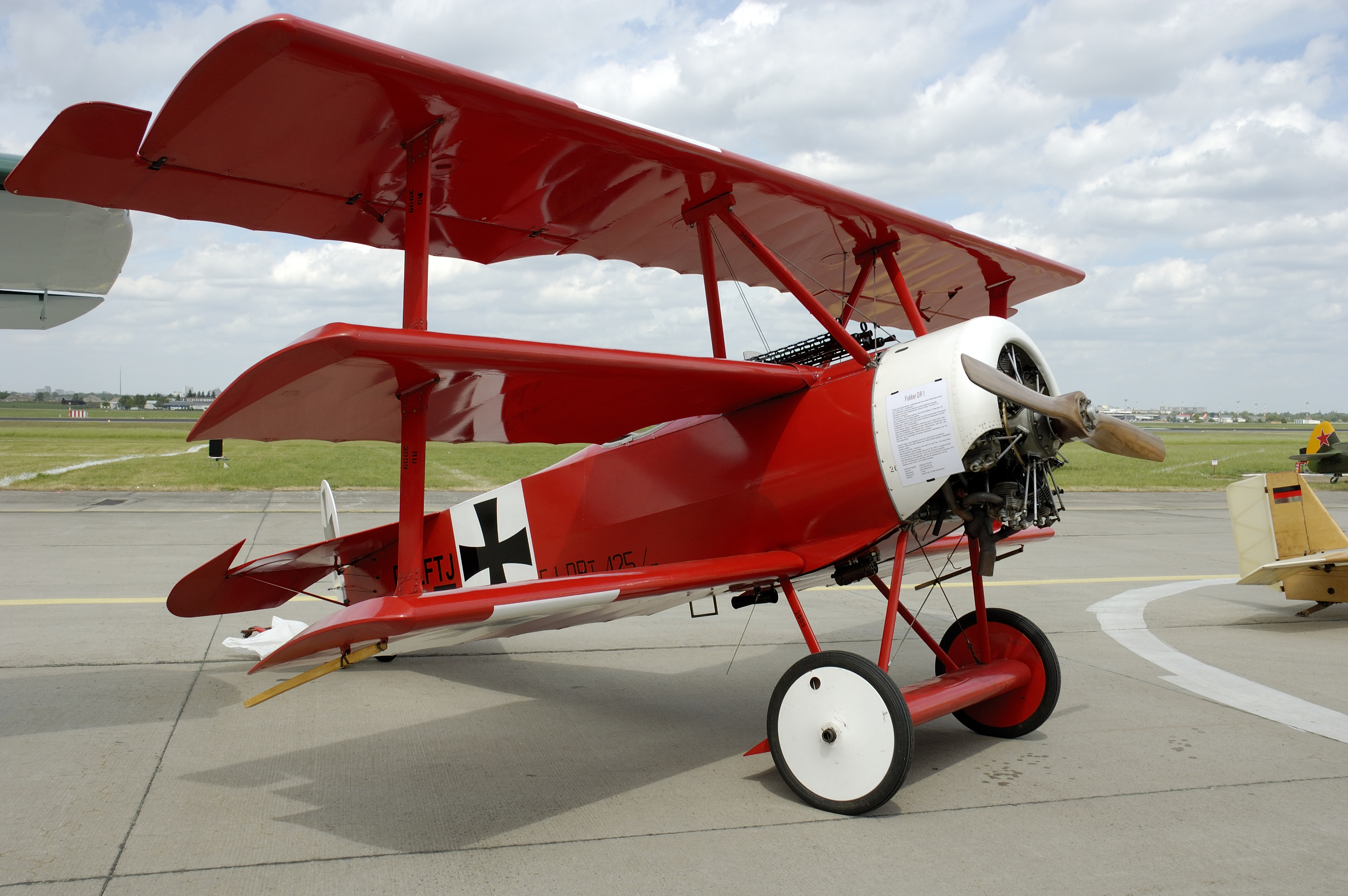
Durante il Detour, le squadre sono state "attaccate" da un pilota a bordo del Fokker Dr.I del Barone Rosso, in una ricostruzione storica della vita di trincea durante la prima guerra mondiale.

- da Amburgo a Les Monthairons, Lorena, Francia  (Château des Monthairons)
- Sainte-Menehould, Champagne-Ardenne (Boulangerie Defontaine)
- Massiges (La main de Massiges)    (Blind U-Turn)
- Massiges (Église de Massiges)
- Wargemoulin-Hurlus (Église Saint-Étienne de Wargemoulin)

Nel corso del Pit Stop, le squadre sono state portate in autobus da Amburgo a una destinazione segreta, poi rivelatasi Les Monthairons. Nel Detour, la scelta è stata tra In The Trenches ("In trincea": indossando divise dell'esercito americano della prima guerra mondiale, i concorrenti hanno percorso le trincee fino a giungere ad un telegrafo e decifrare un messaggio trasmesso in codice Morse. Il messaggio era We will prevail. Vive la France: "Vinceremo. Viva la Francia") e Under Fire ("Sotto il fuoco nemico": con gli stessi costumi, i concorrenti hanno dovuto strisciare per 30 metri sotto una coltre di filo spinato, recuperare un messaggio da un soldato e tornare al punto di partenza nelle stesse condizioni. Il messaggio era The war is over. Vive la liberté: "La guerra è finita. Viva la libertà"). In entrambi i casi, il messaggio avrebbe dovuto essere consegnato a un ufficiale, che lo avrebbe legato a un piccione viaggiatore. Lo Speed Bump che Jordan e Jeff hanno dovuto completare è consistito nel rinforzare una trincea con dei rami: una volta finito il lavoro, hanno potuto procedere con il Detour.
Prove aggiuntive: alla Boulangerie Defontaine, le squadre hanno dovuto comprare una baguette contenente l'indizio successivo. In seguito, arrivati all'Église de Massiges, i concorrenti sono dovuti salire in sella a biciclette d'epoca, e pedalare per quasi 6,5 chilometri fino a raggiungere il Pit Stop.

### 6ª tappa (Francia)

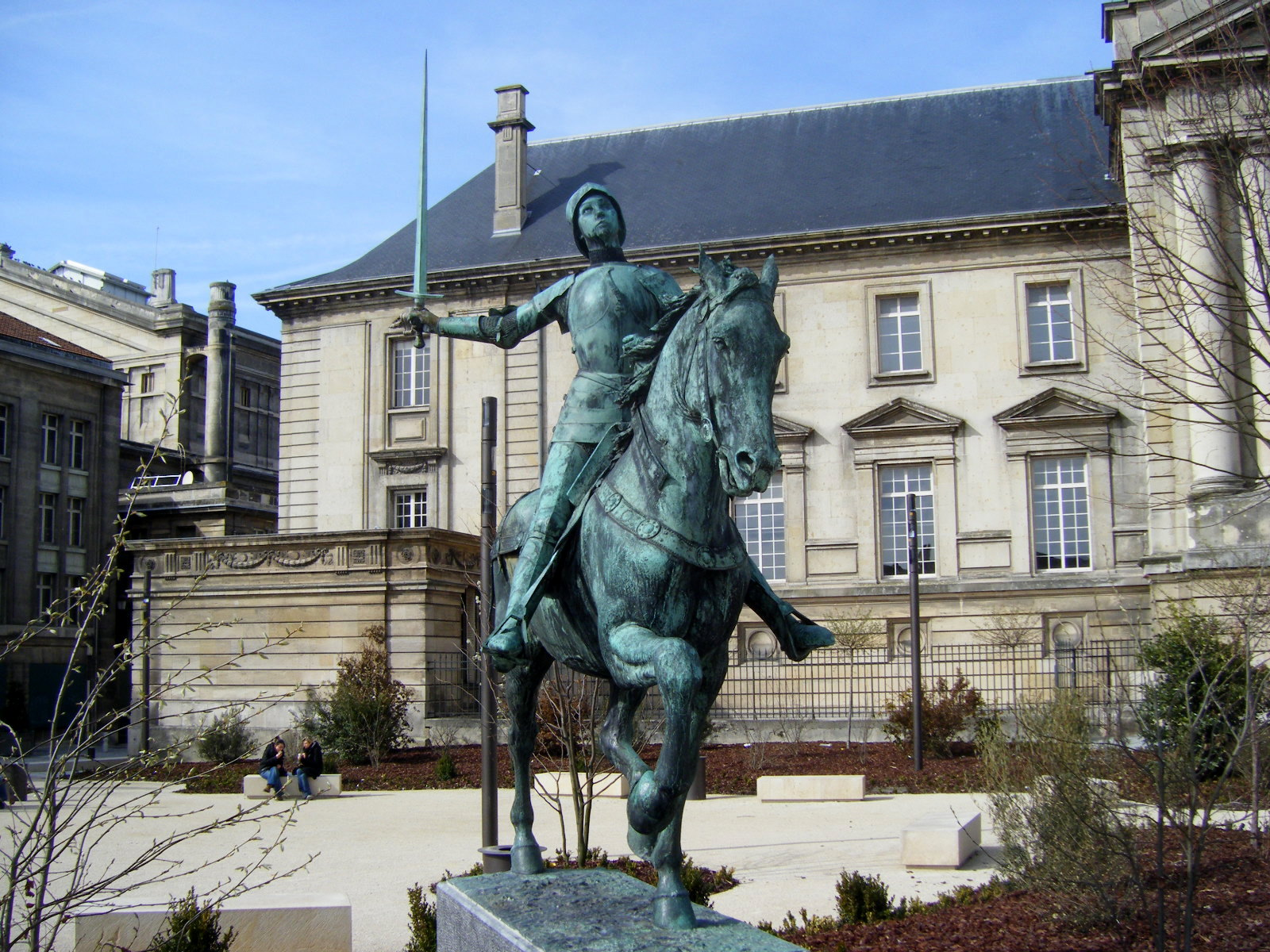
Arrivati a Reims, le squadre hanno dovuto trovare una suonatrice di sega musicale, seduta presso una statua di Giovanna d'Arco.

- Reims (Notre-Dame de Reims - Statua di Giovanna d'Arco)
- Épernay (Leclerc Briant)
- Pierry (Château de la Marquetterie)
- Épernay (L'ORCCA, la Maison Gallice)

Nel Roadblock, un concorrente per squadra si è calato per 30 m nei sotterranei delle cantine di Leclerc Briant per cercare una bottiglia di champagne contrassegnata con i colori del programma. Per recuperare l'indizio all'interno, hanno poi dovuto usare la tecnica tradizionale del sabrage (apertura della bottiglia per mezzo di una sciabola). Nel Detour, la scelta è stata fra Tower ("Torre": disporre 680 coppe da champagne in una piramide di 15 piani, con un'unica coppa in cima, e quindi versare una bottiglia magnum di champagne Taittinger dalla cima della piramide, senza rovesciare neanche un bicchiere) e Terra (trovare un grappolo contrassegnato con i colori del programma in un vigneto di un km quadrato).

### 7ª tappa (Francia → Seychelles)

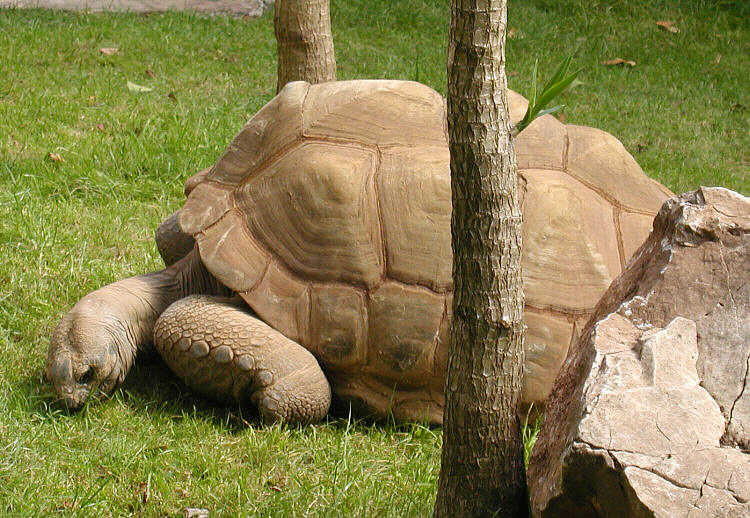
Una tartaruga gigante di Aldabra, protagonista del Detour.

- da Parigi (Aeroporto di Parigi-Roissy) a Mahé, Seychelles  (Aeroporto Internazionale delle Seychelles)
- La Digue (L'Union Estate)
- Isola di St. Pierre
- Praslin (Paradise Sun Hotel)

Nel Detour, la scelta è stata tra Turtle Toddle ("A quattro zampe con la tartaruga": usando come incentivo una banana, i concorrenti hanno dovuto guidare una tartaruga gigante di Aldabra, del peso di 230 kg circa e di circa 100 anni di età lungo un percorso contrassegnato, quindi trasportare delle banane a un fruttivendolo a 2,5 km di distanza) e Ox Trot ("Trottando con il bue": caricare una pila di noci di cocco su un carro e, senza perderne nessuna, portare il carro trainato da un bue allo stesso fruttivendolo). Il Roadblock è consistito nel recuperare una bottiglia dal fondale dell'Oceano Indiano.
Prove aggiuntive: completato il Roadblock, le squadre sono state portate al largo dell'isola di Praslin, che hanno dovuto raggiungere a nuoto. Una volta a riva, hanno dovuto assemblare una mappa nascosta all'interno della bottiglia recuperata, che li ha poi condotti al Pit Stop.

### 8ª tappa (Seychelles → Malesia)

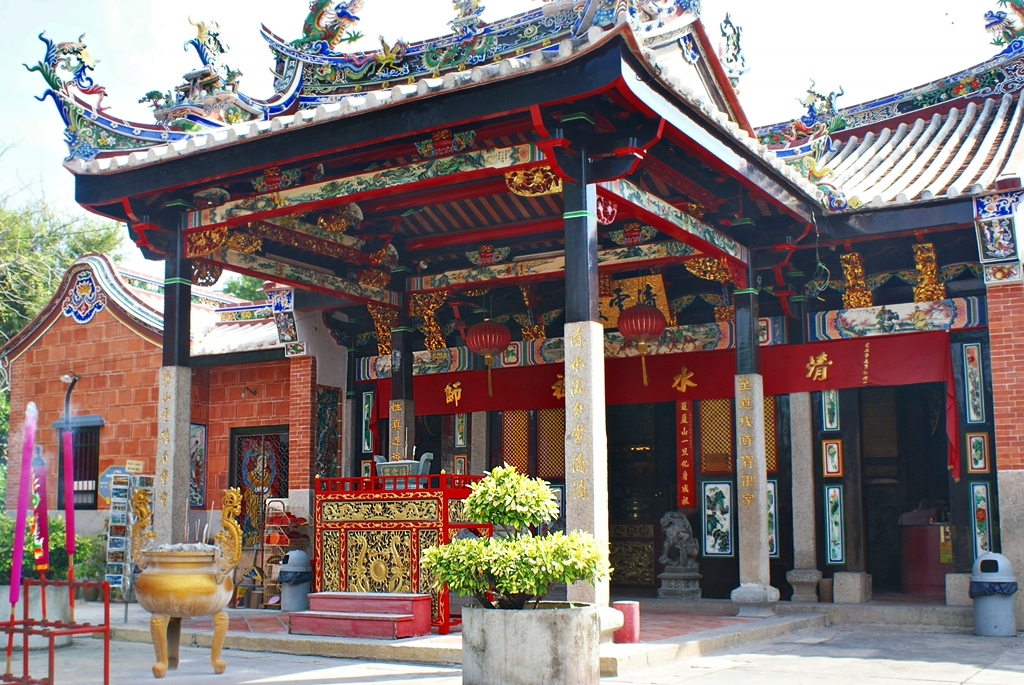
Arrivati in Malesia, le squadre si sono dovute dirigere al Tempio dei Serpenti di Bayan Lepas.

- da Praslin a Victoria, Mahé
- da Victoria (Aeroporto Internazionale delle Seychelles) a George Town, Penang, Malaysia  (Aeroporto Internazionale di Penang)
- Bayan Lepas (Tempio dei Serpenti)
- Teluk Bahang (Tempio di Koil Sri Singamuga Kaliamman)
- George Town (Pinang Peranakan Mansion)

Nel Detour, la scelta è stata tra Buddhist Tradition ("Tradizione buddhista": dirigersi al tempio buddhista di Tien Kong Than e portare una serie di bastoni cerimoniali di incenso alla sommità del palazzo) e Chinese Custom ("Usanza cinese": dirigersi al parco di Padang Kota Lama e partecipare alla tradizione cinese per i festeggiamenti del nuovo anno, portando in equilibrio sulla fronte delle grandi bandiere e correndo lungo un piazzale). Nel Roadblock, un concorrente per squadra ha dovuto spaccare delle noci di cocco fino a trovarne una con l'interno colorato e quindi costruire con i resti una tradizionale offerta floreale induista e porgerla ad un sacerdote. Nello Speed Bump, Jet e Cord hanno dovuto dirigersi al Tropical Spice Garden e trovare una donna intenta a macinare foglie di tè: i concorrenti hanno dovuto trovare fra diversi tè già preparati quello corrispondente alle foglie macinate e servirlo a un guru.

### 9ª tappa (Malesia → Singapore)

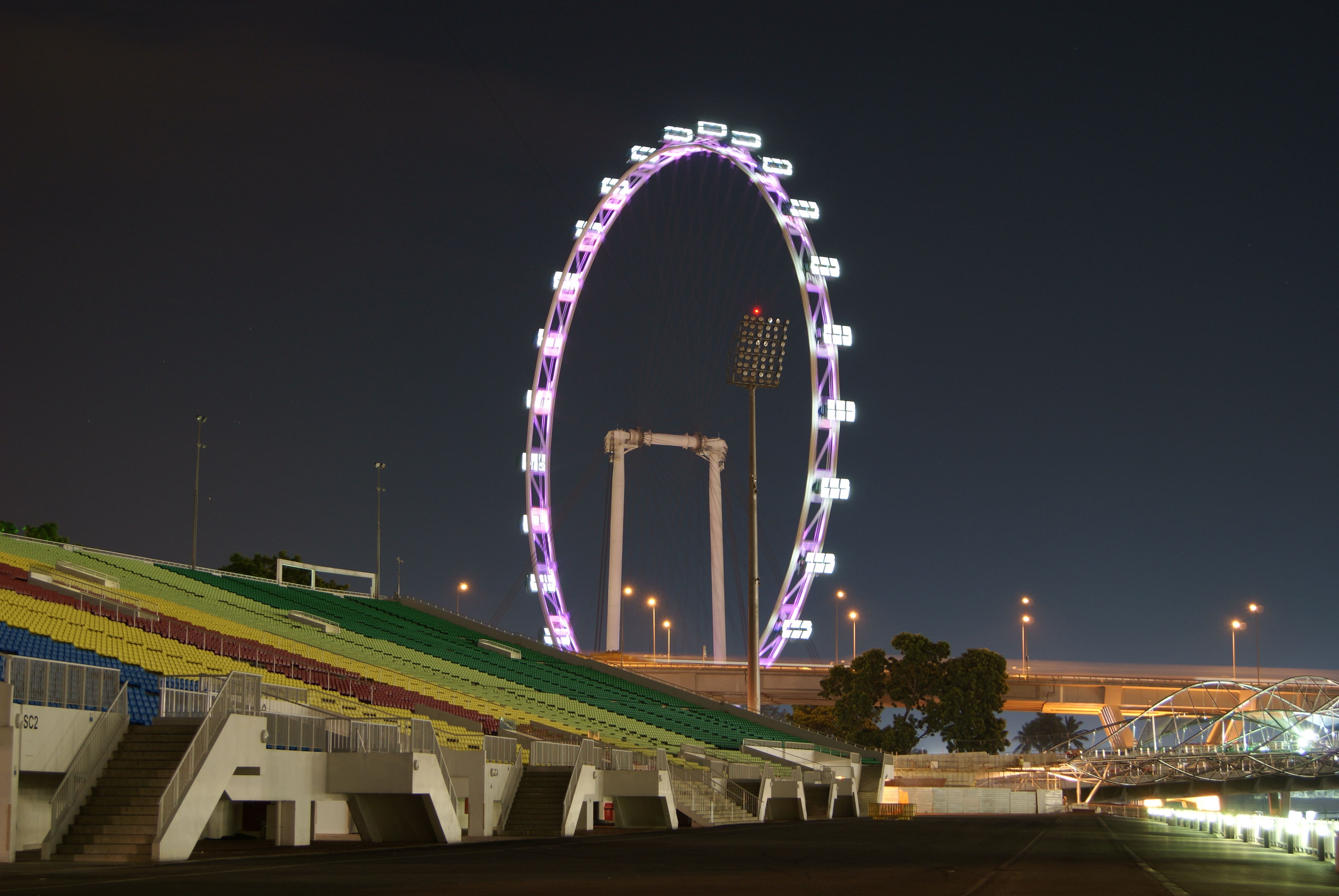
L'unico Fast Forward della stagione si è svolto presso la Singapore Flyer, la ruota panoramica più alta del mondo.

- da Sungai Nibong, Penang (Terminal degli autobus di Sungai Nibong) a Kuala Lumpur (Puduraya)
- da Kuala Lumpur (Stazione centrale di Kuala Lumpur) a Singapore  (Stazione di Tanjong Pagar)
- Singapore (Victoria Theatre and Concert Hall)   (Singapore Flyer)
- Singapore (Istana Park)
- Singapore (ASL Marine Shipyard)
- Singapore (Sentosa - MegaZip Adventure Park)
- Singapore (Marina Barrage)

Nell'unico Fast Forward della stagione, un team si è dovuto recare alla Singapore Flyer, uscire da una delle cabine collocate in cima alla ruota, all'altezza di 165 metri, e arrivare alla cabina successiva per mezzo di una scala. Nel Detour, la scelta è stata tra Pounding Drums ("Battere i tamburi": imparare una complessa routine di tamburo) e Pounding Pavements ("Battere i marciapiedi": riforniti di tutto il necessario, i concorrenti hanno dovuto allestire una bancarella e vendere 25 panini con gelato, tipici di Singapore, al prezzo di 1 dollaro di Singapore l'uno). Nel Roadblock, un concorrente per squadra ha dovuto contare tutti gli anelli di una enorme catena collocata al porto di Singapore, continuamente disturbato dai rumori della zona.
Prove aggiuntive: alla Victoria Theatre and Concert Hall, le squadre hanno dovuto cercare Allan Wu, presentatore di The Amazing Race Asia, che ha consegnato loro l'indizio successivo. A Sentosa, i concorrenti sono dovuti scendere lungo la MegaZip, una zipline lunga 450 metri.

### 10ª tappa (Singapore → Cina)

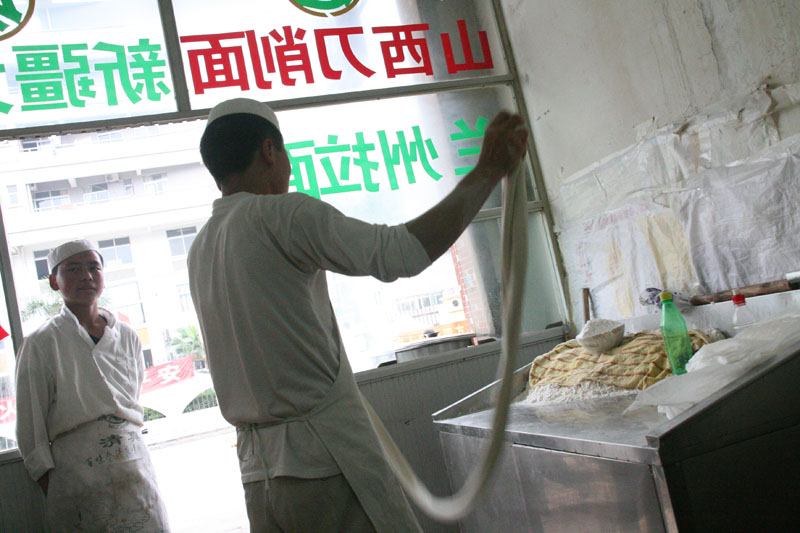
Nel primo Roadblock della tappa, un concorrente per squadra ha dovuto preparare un kg di noodles.

- da Singapore (Aeroporto di Singapore-Changi) a Shanghai, Cina  (Aeroporto di Shanghai-Pudong)
- Shanghai (Zhujiajiao)
- Shanghai (Taikang Lu)
- Shanghai (Hongkou Stadium)
- Shanghai (Museo della scienza e della tecnologia)

Nel primo Roadblock della tappa, un concorrente per squadra ha dovuto seguire una dimostrazione per preparare un kg di tipici noodles cinesi. Una volta pronti He Pingping, l'uomo più basso del mondo, ha consegnato l'indizio successivo. Nel secondo Roadblock, l'altro concorrente ha dovuto completare un puzzle di 96 tessere e consegnarle a un gruppo di spettatori seduti sulle tribune dell'Hongkou Stadium. Se le tessere sono disposte correttamente, sul retro delle stesse comparirà un numero di posto dello stadio, sotto cui è collocato l'indizio successivo.
Prove aggiuntive: nel quartiere di Zhujiajiao, le squadre hanno dovuto trovare un molo, da cui una barca li ha trasportati alla prova successiva. Nel quartiere della moda di Taikang Lu, le squadre sono dovute entrare in una casa di moda, dove è stato loro consegnato uno schizzo di un abito. Badandosi sullo schizzo, hanno dovuto vestire una modella cercando fra i vestiti a loro disposizione.

### 11ª tappa (Cina)
- Shanghai (Ponte di Waibaidu])

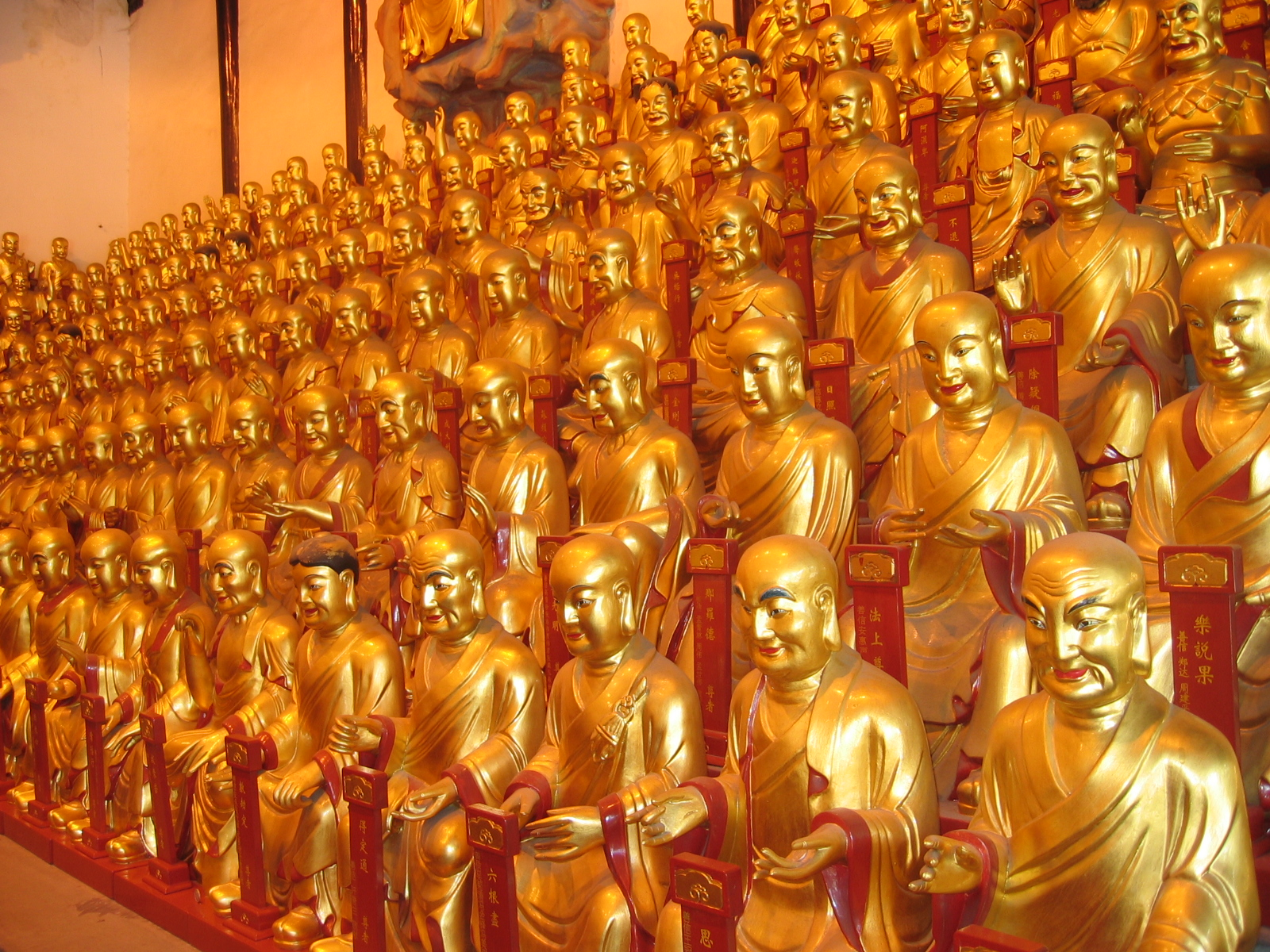
Nel Roadblock, un concorrente per squadra ha dovuto contare le statue nella sala degli Arhat del tempio di Longhua.

- Shanghai (Tempio di Longhua)
- Shanghai (Giardino Yuyuan)
- Shanghai (Riverside Promenade)

Nel Roadblock, un concorrente per squadra è dovuto entrare nella sala degli Arhat del Tempio di Longhua e contare tutte le statue dorate presenti nella stanza. Se la risposta data è corretta (523), la squadra ottiene l'indizio successivo. In caso contrario, dovranno aspettare dieci minuti prima di riprovarci. Nello Speed Bump, Louie e Michael hanno dovuto eseguire un rituale della buona sorte, lanciando delle monetine a un incensiere collocato nel cortile del tempio: quando entrambi i concorrenti sono riusciti a centrare l'apertura dell'incensiere posizionata più in alto, hanno potuto eseguire il Roadblock. Nel Detour, la scelta è stata tra Pork Chops ("Pezzi di maiale": entrare in un negozio di antichità e cercare, fra centinaia di stampi in pietra, quelli con incisi un maiale e i nomi dei componenti della squadra) e Pork Dumplings ("Ravioli di maiale": recarsi ad una bancarella nel mercato locale e consegnare dieci ordinazioni di xiaolongbao, un tipo di raviolo).

### 12ª tappa (Cina → Stati Uniti)
- da Shanghai (Aeroporto di Shanghai-Pudong) a San Francisco, California, Stati Uniti  (Aeroporto Internazionale di San Francisco)
- San Francisco (Fort Point - Battery Godfrey)
- San Francisco (Coit Tower)
- San Francisco (Letterman Digital Arts Center - Statua di Yoda)
- San Francisco (Fairmont Hotel - Tonga Room)
- San Francisco (Great American Music Hall)
- San Francisco (Candlestick Park)

Nel Roadblock, un concorrente per squadra ha dovuto scalare la Coit Tower, prendere l'indizio fissato in cima e quindi calarsi nuovamente a terra.
Prove aggiuntive: dopo aver trovato l'indizio a Battery Godfrey, le squadre hanno dovuto risolvere un enigma che li avrebbe portati alla prossima destinazione, la Coit Tower. Al Letterman Digital Arts Center, un concorrente per squadra ha indossato una tuta per la motion capture, mentre il compagno di squadra avrebbe guidato l'avatar corrispondente in un percorso virtuale, basato sulla serie televisiva Star Wars: The Clone Wars. Dopo aver superato due livelli del percorso, il secondo concorrente ha dovuto trovare il modo di trascrivere l'indizio apparso sullo schermo, che avrebbe portato la squadra alla Tonga Room. Una volta arrivati, le squadre hanno dovuto portare un baule alla destinazione successiva, la Great American Music Hall. Qui le squadre hanno dovuto disporre nell'ordine di eliminazione dei poster psichedelici raffiguranti gli altri team e le tappe a non eliminazione e completare una tipica filastrocca statunitense, Jack Be Nimble, per ottenere la parola candlestick: da qui hanno dovuto capire che la destinazione successiva sarebbe stata Candlestick Park.